# Crenidens crenidens
Crenidens crenidens és un peix teleosti de la família dels espàrids i de l'ordre dels perciformes.

## Particularitats
Crenidens crenidens és l'única espècie del gènere Crenidens.
Pot arribar als 30 cm de llargària total.
Es troba a les costes occidentals de l'oceà Índic: des del Mar Roig i el Golf Pèrsic fins a Durban (Sud-àfrica) i el sud de Madagascar. També se'l troba a la Mediterrània a on va emigrar a través del Canal de Suez.